# Zara
Zara je ženské křestní jméno. Zara je arabské jméno, pochází ze jména zahrah, znamenající kvetoucí, květena.

## Známé nositelky
- Zara Kuzmiak, dcera Zuzany Kuzmiak-Haberové (dcera známého zpěváka a kytaristy Pavola Habery)
- Zara Phillips – britská princezna, dcera princezny Anne a jejího manžela, kapitána Marka Phillipse
- Fatimah Zahra – dcera proroka Muhammada {صلواة الله عليها و آلها}
- Fatima-Zohra Imalayen – alžírská spisovatelka, překladatelka a filmařka
- Zahra Kazemi – íránsko-perská fotografka
- Zara Curtis – tanečnice
- Zahra Freeth – britská spisovatelka
- Zara Cully – americká herečka
- Zara Whites – nizozemská pornoherečka
- Zarah Leander – švédská herečka a zpěvačka
- Zara Sheikh – pákistánská modelka a herečka
- Zara Larsson - švédská zpěvačka

## Ostatní
- Zara (oděvy), síť obchodů s oděvy